# Rue Camille-Pissarro
La rue Camille-Pissarro est une voie du 17e arrondissement de Paris, en France.

## Situation et accès
La rue Camille-Pissarro est une voie publique située dans le 17e arrondissement de Paris. Elle débute au 9, rue de Saint-Marceaux et se termine au 8, rue Jean-Louis-Forain.

## Origine du nom

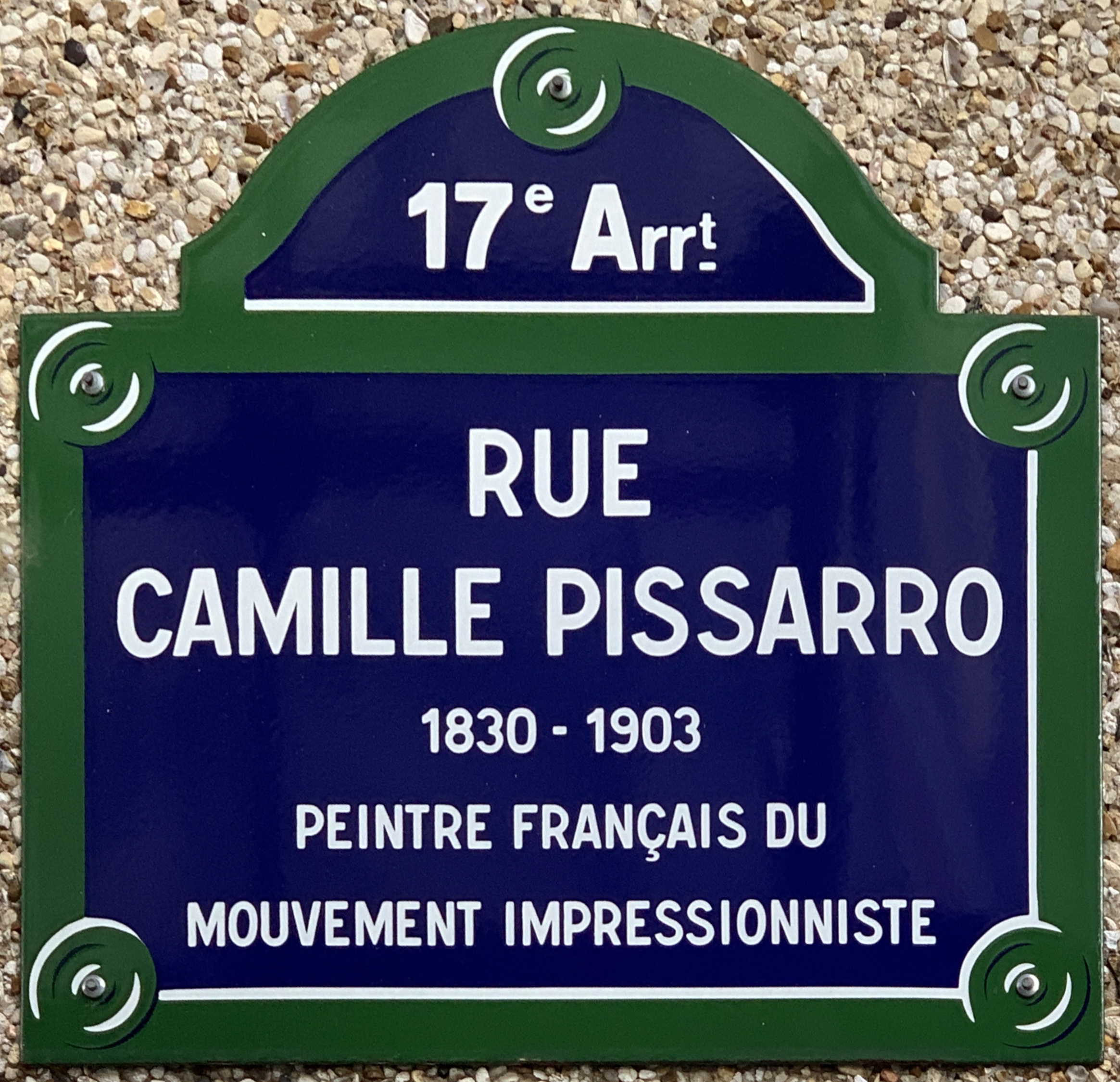
Plaque de la rue.

Elle porte le nom du peintre Camille Pissarro (1830-1903).

## Historique
Cette rue est ouverte en 1931 sur l'emplacement du bastion no 46 de l'enceinte de Thiers sous le nom de « rue Pissaro » puis sa dénomination actuelle par arrêté municipal du 30 avril 2004.